# Citak jezik
Citak jezik (ISO 639-3: txt; asmat darat, cicak, kaunak, tjitak, tjitjak), transnovogvinejski jezik porodice asmat-kamoro, kojim govori 8 000 ljudi (1985 M. Stringer) u regenciji Mappi na indonezijskom dijelu Nove Gvineje. Ima više dijalekata i ukupno 19 sela gdje se govore.
Dijalekti: senggo, komasma, bubis, esaun, pirabanak, vakam, tiau. Zajedno s jezicima Casuarina Coast Asmat [asc], centralni Asmat, [cns], sjeverni Asmat, [nks], yaosakor asmat [asy], i tanim citak [tml], čini asmatsku podskupinu

## Vanjske poveznice
- Ethnologue (14th)
- Ethnologue (15th)